# Borkow
Borkow település Németországban, Mecklenburg-Elő-Pomeránia tartományban. Lakosainak száma 434 fő (2023. december 31.).

## Népesség
A település népességének változása:
| Lakosok száma | 459  | 403  | 413  | 435  | 430  | 434  |
|               | 2014 | 2017 | 2019 | 2021 | 2022 | 2023 |